# Europese kampioenschappen schaatsen afstanden 2020 - Teamsprint mannen
De teamsprint voor mannen op de Europese kampioenschappen schaatsen 2020 werd gereden op vrijdag 10 januari 2020 in ijsstadion Thialf in Heerenveen. Het was de tweede editie van de EK afstanden en de Russische herenploeg prolongeerde de initiële titel uit 2018.

## Uitslag
| #      | Land        | Schaatsers                                                  | Tijd    |
| ------ | ----------- | ----------------------------------------------------------- | ------- |
| Goud   | Rusland     | Pavel Koelizjnikov Roeslan Moerasjov Viktor Moesjtakov      | 1.18,92 |
| Zilver | Noorwegen   | Odin By Farstad Håvard Holmefjord Lorentzen Bjørn Magnussen | 1.20,18 |
| Brons  | Zwitserland | Oliver Grob Christian Oberbichler Livio Wenger              | 1.21,44 |
| 4      | Wit-Rusland | Artyom Chaban Yauheni Hahiyeu Ihnat Halavatsjoek            | 1.21,47 |
| 5      | Italië      | Mirko Nenzi Jeffrey Rosanelli Alessio Trentini              | 1.22,60 |
| DQ     | Polen       | Sebastian Kłosiński Artur Nogal Damian Zurek                | DQ      |